# Ekagrata
Ekagrata (dewanagari एकाग्रता) – słowo pochodzące z sanskrytu, oznaczające „jednolitość” bądź „jednopunktowość” – jest to niezbędny czynnik występujący w niemal wszystkich technikach medytacji. Ograniczenie uwagi do pojedynczego punktu pozwala na ograniczenie aktywności zmysłów, co jest pomocne w medytacjach.